# Lepidium fremontii
Lepidium fremontii är en korsblommig växtart som beskrevs av Sereno Watson. Lepidium fremontii ingår i släktet krassingar, och familjen korsblommiga växter.

## Underarter
Arten delas in i följande underarter:
- L. f. fremontii
- L. f. stipitatum

## Bildgalleri

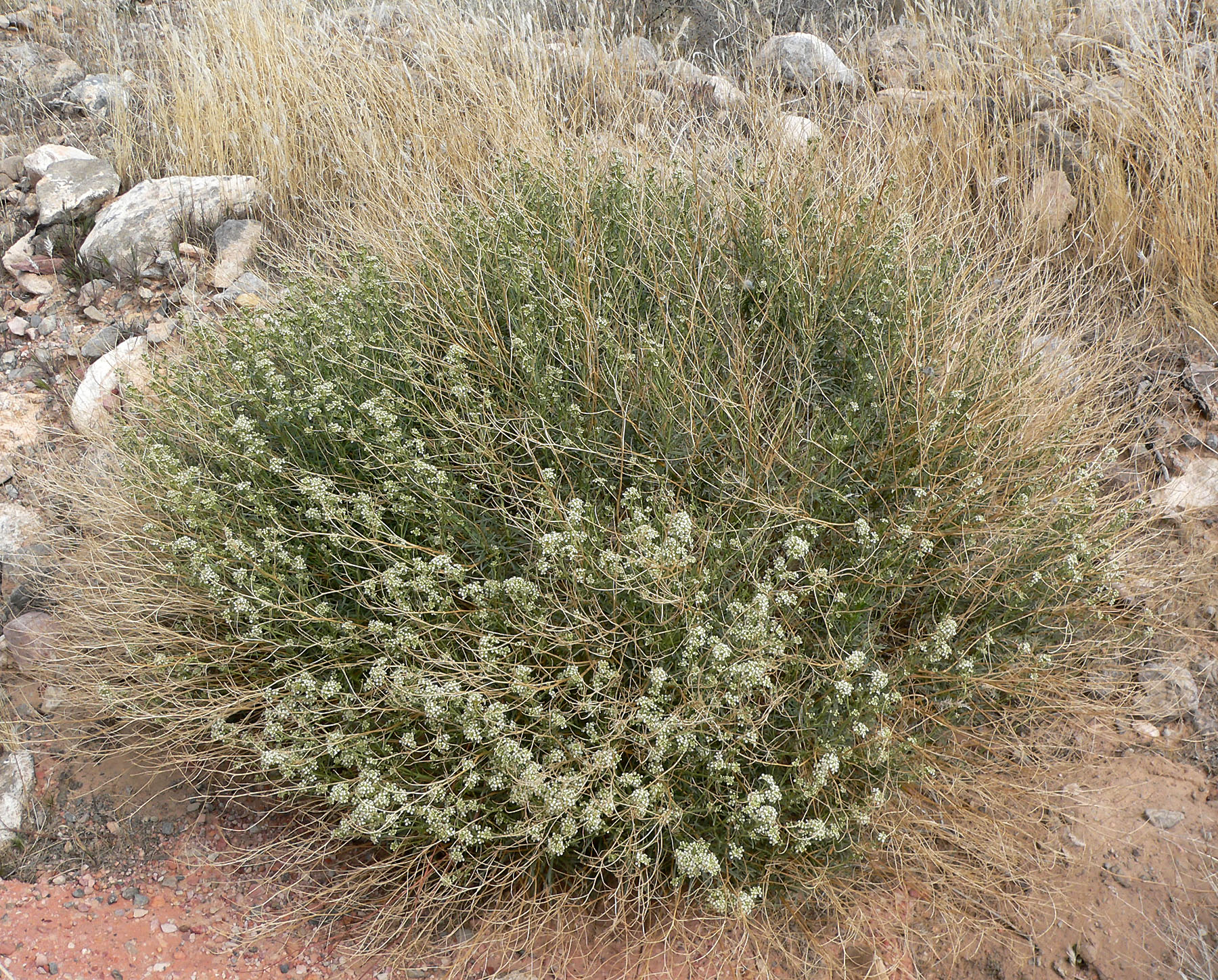
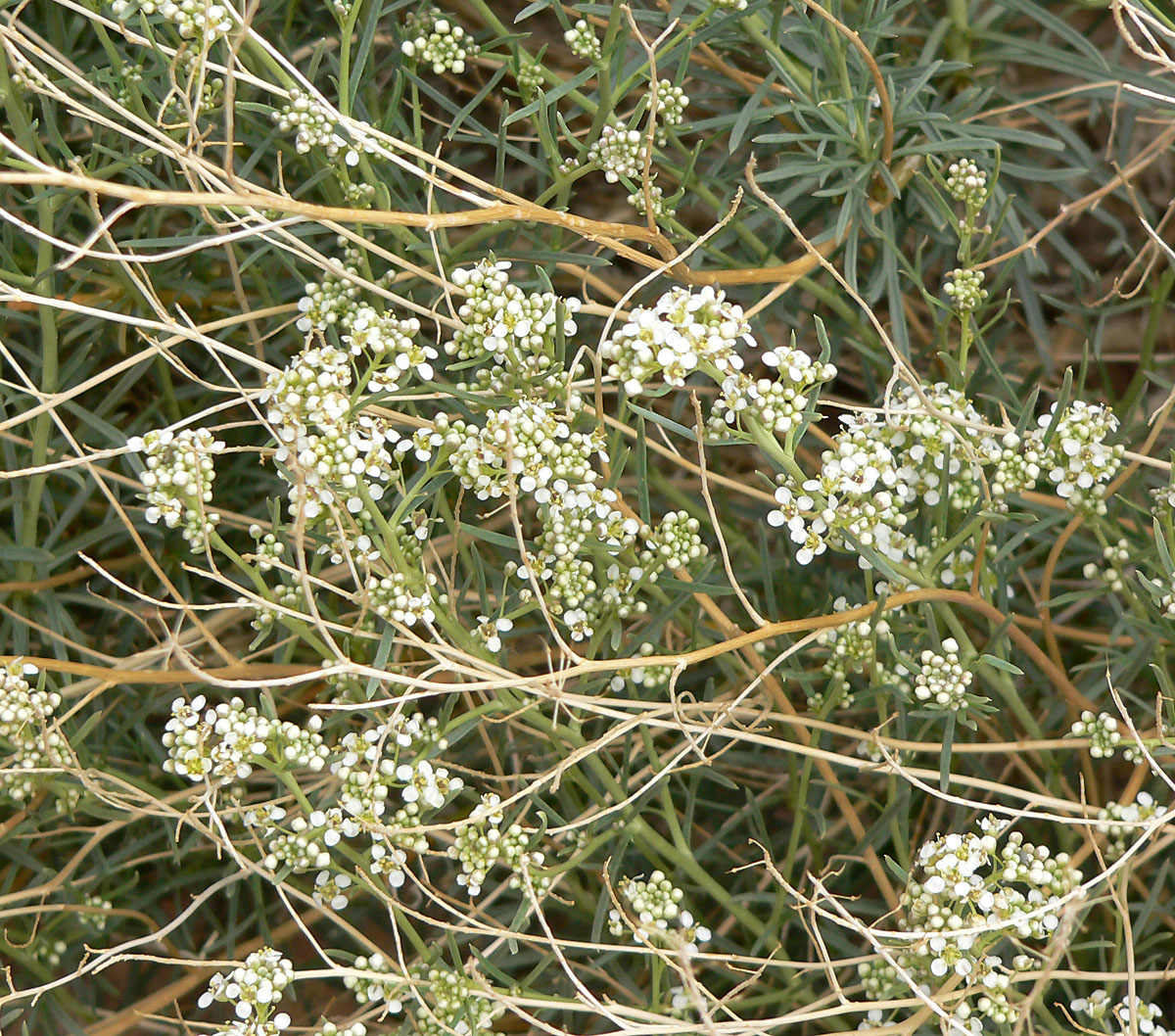
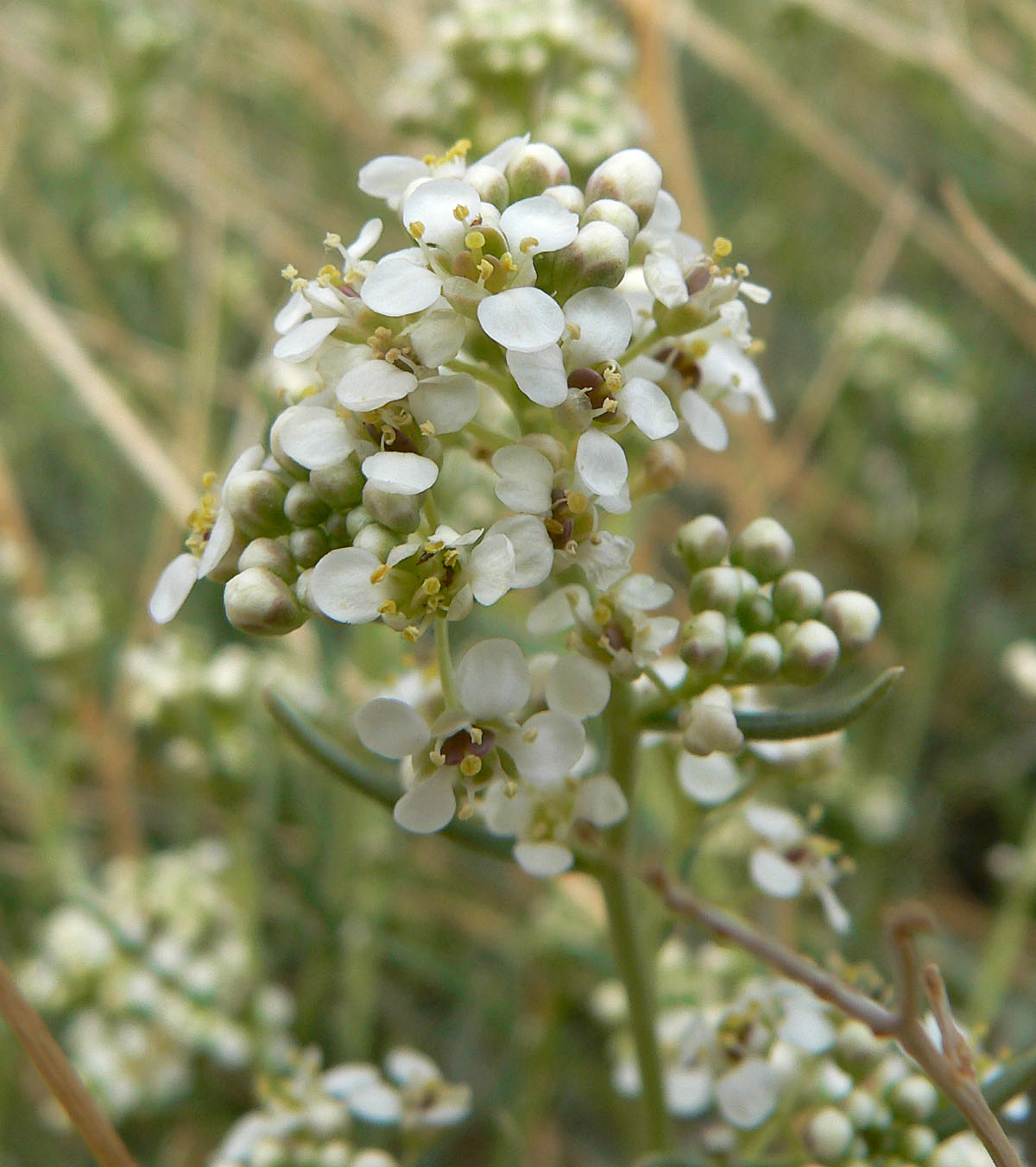